# Martin Henderson
Martin Henderson (n. 8 octombrie 1974, Auckland, Noua Zeelandă) este un actor din Noua Zeelandă.

## Viata si cariera
El și-a început cariera de actorie cu roluri în producții de film și televiziune din Noua Zeelandă. Din 1992 până în 1995 a făcut parte din distribuția obișnuită a telenovelei neozeelandeze Shortland Street. Au urmat roluri în telenovela australiană Home and Away și în serialul de teatru Big Sky.
În 1997 s-a mutat în Statele Unite pentru a urma o carieră și s-a format ca actor la Neighborhood Playhouse New York City. La fel ca mulți actori, a participat la numeroase audiții până când în sfârșit a sărbătorit primul său succes major în 2002 cu rolul principal în filmul de groază The Ring. În 2004 a preluat unul dintre rolurile principale alături de Piper Perabo în drama cinematografică The Perfect Couple. Au urmat roluri principale în filmele Hart am Limit, Liebe Indian și Little Fish. A apărut și în videoclipul single-ului Toxic a lui Britney Spears. Din 2015 până în 2017 a jucat rolul chirurgului cardiac Nathan Riggs în serialul de televiziune Grey's Anatomy. Din 2019 a jucat proprietarul barului și fostul marin Jack Sheridan în serialul Netflix Virgin River.

## Filmografie (selecție)
- 1992-1995: Shortland Street (serial TV, număr necunoscut)
- 1996: Home and Away (serial TV, 7 episoade)
- 1997-1999: Big Sky (serial TV, 53 de episoade)
- 2002: Ring (The Ring)
- 2002: Windtalkers
- 2003: Skagerrak
- 2004:Perfect Opposites
- 2004: Hart am Limit
- 2005: Bride & Ptejudice
- 2005: Little Fish
- 2006: Flyboys
- 2007: Smokin 'Aces
- 2007: Battle in Seattle
- 2009: Dr. House ( House, serial TV, episodul 5x12)
- 2011: Off the Map (serial TV, 13 episoade)
- 2013: Devil's Knot
- 2014: Secrets & Lies
- 2014–2015: The Red Road (serial TV, 12 episoade)
- 2015: Everest
- 2015-2017: Grey's Anatomy (serial TV)
- 2016: Miraclrs from Heaven
- 2018: The Strangers
- din 2019: Virgin River (serial TV)
- 2020: The Gloaming (serial TV)